# 金大坚
金大坚，小说《水浒传》中人物。济州人氏，善于雕刻，亦会武术。在宋江陷于江州时，吴用请了他和“圣手书生”萧让上山，造了蔡京的假信函，企图解救宋江。梁山受招安之后，金大坚被留在御前听用。

## 影视形象
- 1998年央视版《水浒传》：扮演者不明
- 2011年版《水浒传》：郭小安
- 2013年电影《金大坚与萧让》：于彦凯